# Achton Friis-eilanden
De Achton Friis-eilanden (Deens: Achton Friis Øer) vormen een eilandengroep van onbewoonde eilanden in het noordoosten van Groenland in de Groenlandzee. Administratief behoren ze tot het Nationaal park Noordoost-Groenland. De eilandengroep kreeg haar naam van de Deense Expeditie van 1906-1908, ter ere van de Deense illustrator Achton Friis, een van de expeditieleden.

## Geografie
De Achton Friis-eilanden liggen ten noordoosten van Jøkelbugten in het noordoosten van Groenland. Ze liggen ten oosten van het uiteinde van de Zachariae Isstrom gletsjer, ten zuiden van Kaap Drygalsky, ten zuidoosten van Lambertland, ten noorden van Schnauder Ø, ten zuidwesten van de Norske-eilanden en ten noordwesten van de Franske-eilanden. 
Het hoofdeiland van de eilandengroep, Achton Friiseiland is (Deens: Achton Friis Ø), is 8 km² groot. 

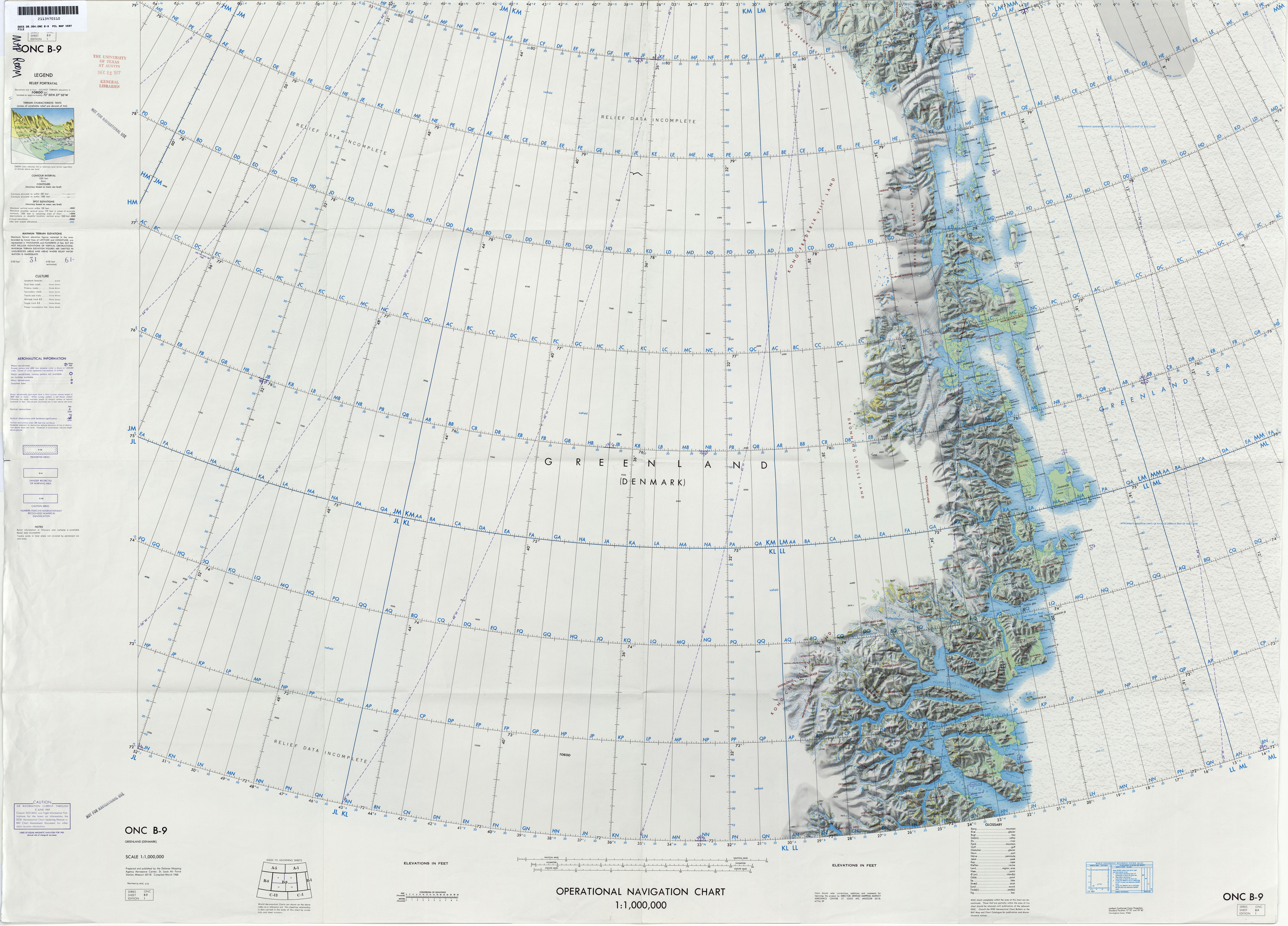
Kaart van Noordoost-Groenland met de Achton Friis eilanden